# Bellano
De plaats Bellano is gelegen in de Noord-Italiaanse regio Lombardije, in de provincie Lecco. Bellano is gesitueerd op de oostoever van het Comomeer op de plaats waar de rivier de Pioverna in het meer uitmondt.
Bellano mag gerekend worden tot de meest idyllische plaatsen aan het Comomeer. Het historische centrum is een wirwar van nauwe steegjes en kleine pleinen. De plaats heeft een gezellige Lungolago en een kleine oude haven. De kerk SS Nazaro e Celso uit de veertiende eeuw met zijn gotische façade is het belangrijkste bouwwerk van Bellano.
De Pioverna heeft midden in de plaats een diepe nauwe kloof uitgesleten: de Orrido. Hierin is een stelsel van loopplanken aangelegd waardoor bezoekers tot diep in de kloof kunnen doordringen. 's Avonds wordt de Orrido verlicht.
Tussen Bellano en Varenna loopt een hoogteweg. Op dit traject heeft men uitzicht over het Comomeer en het omringende gebergte. In de buurt van Bellano liggen meerdere bergdorpen, zoals Vendrogno.

## Geboren
- Gianluca Brambilla (1987), wielrenner
- Simone Petilli (1993), wielrenner

## Afbeeldingen

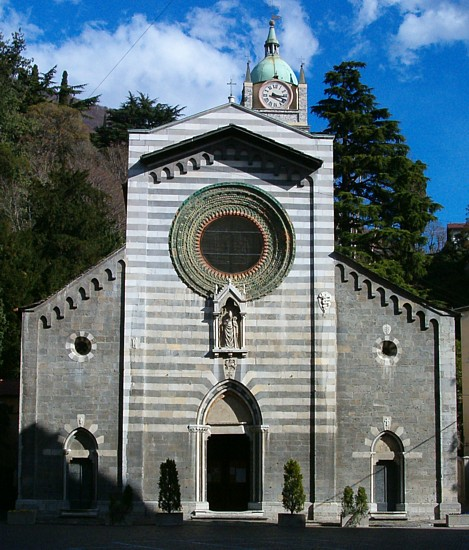
SS Nazaro e Celso
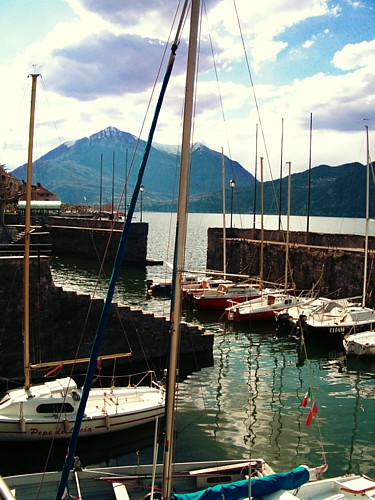
Haven